# Readstown
Readstown ist eine Gemeinde (mit dem Status „Village“) im Vernon County im US-amerikanischen Bundesstaat Wisconsin. Im Jahr 2010 hatte Readstown 415 Einwohner.

## Geografie
Readstown liegt auf 43°26'55" nördlicher Breite und 90°45'39" westlicher Länge. Die Stadt erstreckt sich über eine Fläche von 4,6 km², die ausschließlich aus Landfläche besteht.
Readstown liegt 40 km östlich des Mississippi River, der die Grenze nach Iowa bildet. Wenige Kilometer stromaufwärts befindet sich die Schnittstellen der drei Staaten Iowa, Wisconsin und Minnesota.
Readstown liegt in der Driftless Area genannten eiszeitlich geformten Region, die sich über das südöstliche Minnesota, das südwestliche Wisconsin, das nordöstliche Iowa und das äußerste nordwestliche Illinois erstreckt. Bei der letzten Eiszeit, der so genannten Wisconsin Glaciation, blieb die Region eisfrei, sodass sich die Flusstäler auch während dieser Zeit tiefer in das Plateau einschneiden konnten.
Nach Chicago sind es über Wisconsins Hauptstadt Madison 379 km in südöstlicher Richtung. Minneapolis, die größte Stadt Minnesotas, liegt 312 km in nordwestlicher Richtung, die Quad Cities liegen 240 km im Süden.

## Verkehr
In Readstown treffen die US-Highways 14 und 61 sowie der Wisconsin Highway 131 zusammen. Alle weiteren Straßen sind untergeordnete Landstraßen, teils unbefestigte Fahrwege sowie innerörtliche Verbindungsstraßen.
Die nächsten Flughäfen sind der La Crosse Regional Airport (77,6 km nordwestlich), der Dubuque Regional Airport in Dubuque, Iowa (137 km südlich) und der Dane County Regional Airport in Madison (142 km ostsüdöstlich).

## Bevölkerung
Nach der Volkszählung im Jahr 2010 lebten in Readstown 415 Menschen in 186 Haushalten. Die Bevölkerungsdichte betrug 90,2 Einwohner pro Quadratkilometer. In den 186 Haushalten lebten statistisch je 2,2 Personen. 
Ethnisch betrachtet setzte sich die Bevölkerung zusammen aus 96,4 Prozent Weißen, 1,4 Prozent Afroamerikanern, 0,2 Prozent amerikanischen Ureinwohnern sowie 1,0 Prozent Asiaten; 1,0 Prozent stammten von zwei oder mehr Ethnien ab. Unabhängig von der ethnischen Zugehörigkeit waren 1,2 Prozent der Bevölkerung spanischer oder lateinamerikanischer Abstammung. 
20,7 Prozent der Bevölkerung waren unter 18 Jahre alt, 60,3 Prozent waren zwischen 18 und 64 und 19,0 Prozent waren 65 Jahre oder älter. 54,0 Prozent der Bevölkerung war weiblich.
Das mittlere jährliche Einkommen eines Haushalts lag bei 30.000 USD. Das Pro-Kopf-Einkommen betrug 21.632 USD. 20,6 Prozent der Einwohner lebten unterhalb der Armutsgrenze.